# Sigmund Helfried von Dietrichstein
Sigmund Helfried Graf von Dietrichstein (* 1635; † 2. April 1698), Freiherr auf Hollenburg und Finkenstein, war ein Adeliger und Landeshauptmann von Kärnten.

## Leben und Wirken
Sigmund Helfried stammte aus der Weichselstätt-Rabensteinschen Linie der Dietrichsteiner, deren Mitglieder während der Gegenreformation als Katholiken im Lande blieben und meist in der Steiermark ansässig waren. Er wurde 1667 nach dem Tod von Johann Karl Fürst von Porcia im Alter von 32 Jahren von Kaiser Leopold I. zum Landeshauptmann ernannt.
Dietrichstein nahm daraufhin die in Familienbesitz stehende Hollenburg als Wohnsitz, von wo er die rund 400 km² umfassenden Güter verwaltete. Vom Herrscherhaus wurde er mit etlichen Würden ausgestattet: Geheimer Rat, Reichshofrat, Kämmerer und Ritter vom goldenen Vlies. Im Jahr 1686 legte er das Amt des Landeshauptmanns nieder und wurde in Wien Oberster Hofmeister bei der Kaiserwitwe Eleonora Gonzaga von Mantua. Diese starb allerdings schon 1686.
Graf von Dietrichstein verstarb am 2. April 1698. Er war seit 1666 mit Maria Isabella Gonzaga (1638–1702), der Tochter von Annibale Gonzaga und Witwe des Grafen Claudio von Collalto, dem ältesten Sohn von  Rambold XIII. von Collalto, verheiratet. Von den sieben gemeinsamen Kindern überlebten drei Söhne den Vater, hinterließen jedoch selbst keine Nachkommen.